# Häradshammars församling
Häradshammars församling var en församling i Linköpings stift inom Svenska kyrkan i Norrköpings kommun i Östergötlands län. Församlingen uppgick 1 januari 2010 i Östra Husby församling.
Församlingskyrka var Häradshammars kyrka.
2006 fanns i församlingen 670 invånare.

## Administrativ historik
Församlingen har medeltida ursprung. På 1500-talet utbröts Jonsbergs församling.  
Församlingen var efter utbrytningen till 1 maj 1867 moderförsamling i pastoratet Häradshammar och Jonsberg. Från 1 maj 1867 till 1962 utgjorde församlingen ett eget pastorat. Från 1962 till 2010 var församlingen annexförsamling i pastoratet Östra Husby, Häradshammar, Jonsberg, Östra Ny och Rönö. Församlingen uppgick 2010 i Östra Husby församling.
Församlingskod var 058126.

## Kyrkoherdar
Lista över kyrkoherdar. Prästbostaden låg i Högby vid Häradshammars kyrka.
| Ämbetstid        | Namn                       | Levnadstid       | Övrigt                         |
| ---------------- | -------------------------- | ---------------- | ------------------------------ |
| 1378–1384        | Nicolaus                   | 1320–1409        |                                |
| 1385–1403        | Niclis Suneson             |                  |                                |
| 1460             | Joannes (Jöniss)           |                  |                                |
| 1488             | Joannes Ragvaldi           |                  | Senare canonici.               |
|                  | Philippus                  |                  | Senare succentores.            |
| 1516             | Nicolaus                   |                  | Senare canonici.               |
| 1525–1540        | Olavus Bartholdi           | –1540            |                                |
| 1541–            | Johannes Magni             |                  |                                |
| 1561–1608        | Laurentius Laurentii Banck | 1528–1608        |                                |
| 1609–1655 (1656) | Laurentius Laurinus        | 1573–1655 (1656) | Kyrkoherde och kontraktsprost. |
| 1657–1666        | Laurentius Ristelius       | 1608–1666        |                                |
| 1668–1679        | Bothvidus Wangelius        | 1631–1679        |                                |
| 1680–1684        | Daniel Gruf                | 1631–1684        |                                |
| 1685–1689        | Andreas Arenius            | 1647–1689        |                                |
| 1689–1699        | Carolus Wirijn             | 1655–1699        |                                |
| 1701–1706        | Johannes Gistadius         | 1656–1706        |                                |
| 1708–1719        | Haquinus Kylander          | 1674–1719        |                                |
| 1719–1744        | Petrus Wettersten          | 1686–1744        |                                |
| 1744–1766        | Johan Palmærus             | 1698–1766        | Kyrkoherde och prost.          |
| 1767–1782        | Olof Langelius (Rydberg)   | 1716–1782        |                                |
| 1784–1827        | Anders Georg Dahlin        | 1754–1827        | Kyrkoherde och prost.          |
| 1830–1866        | Christian Stenhammar       | 1783–1866        |                                |
| 1867–1871        | Johan August Tornberg      | 1812–1871        |                                |
| 1873–1888        | Pehr Svartling             | 1821–1888        |                                |
| 1890–1919        | Israel Kinnander           | 1833–1928        | Kyrkoherde och kontraktsprost. |
| 1920–1931        | Ture Nelson                | 1867–1940        | Kontraktsprost.                |
| 1942             | Curt Nilsson               | 1908–            | [ 5 ]                          |

## Organister och klockare
| Ämbetstid | Namn                           | Levnadstid | Övrigt                            |
| --------- | ------------------------------ | ---------- | --------------------------------- |
| 1670–1711 | Per Svensson                   |            | Klockare                          |
| 1678–1703 | Oluf                           |            | Organist                          |
| 1704–1709 | Pehr Jansson                   |            | Organist                          |
| 1714–1752 | Peter Tyresson                 |            | Organist och klockare             |
| 1746–1748 | Peter                          |            | Organist eller klockare           |
| 1751–1760 | Magnus Stenbeck                |            | Organist och klockare             |
| 1768–1788 | Petter Sätterbeck (Zetterbeck) | 1732-1788  | Organist och klockare             |
| 1788–1848 | Olof Styrlander den äldre      | 1770–1849  | Organist och klockare             |
| 1848-1896 | Johan Frans Clarin             | 1816-1896  | Organist, klockare och skollärare |
| 1896-1899 | Carl Viktor Thomasson          | 1859-      | Organist, klockare och skollärare |